# Limão (geometria)

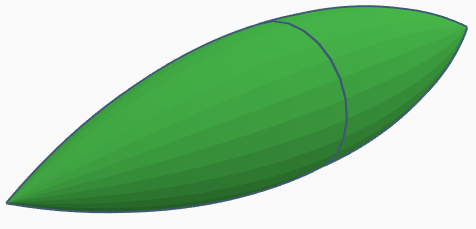
Um limão

Na geometria, um limão é uma forma construída como a superfície de revolução de um arco circular de ângulo inferior à metade de um círculo completo, girado ao redor de um eixo que passa pelos extremos de uma lente (ou arco). A superfície de revolução do arco complementar do mesmo círculo, através do mesmo eixo, chama-se maçã.

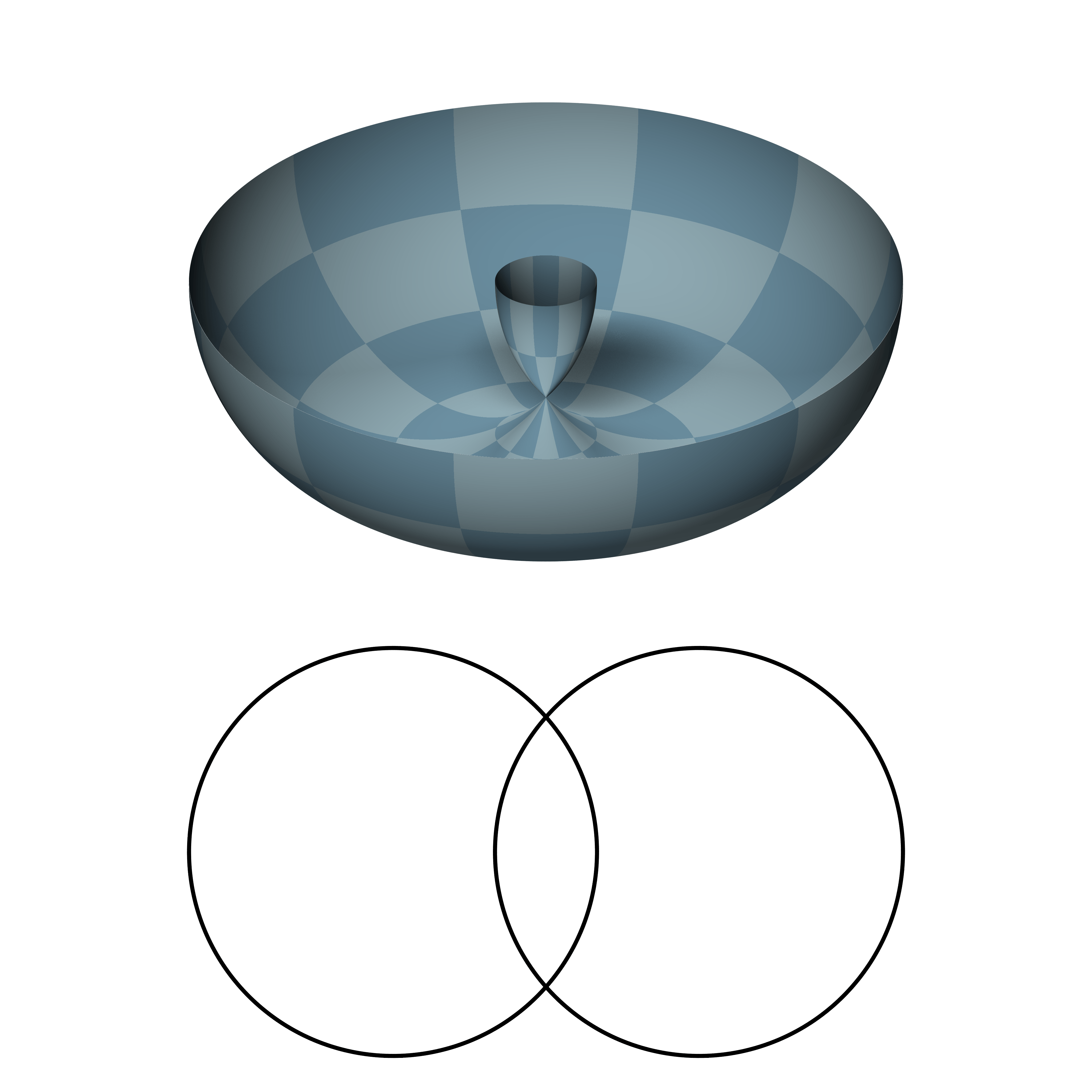
A metade de um toro que se auto-intersecciona

A maçã e o limão juntos formam um toro que se cruza a si mesmo, com a maçã como a capa exterior do toro e o limão como a capa interior. O limão forma o limite de um conjunto convexo, enquanto a maçã que o rodeia não é convexa.

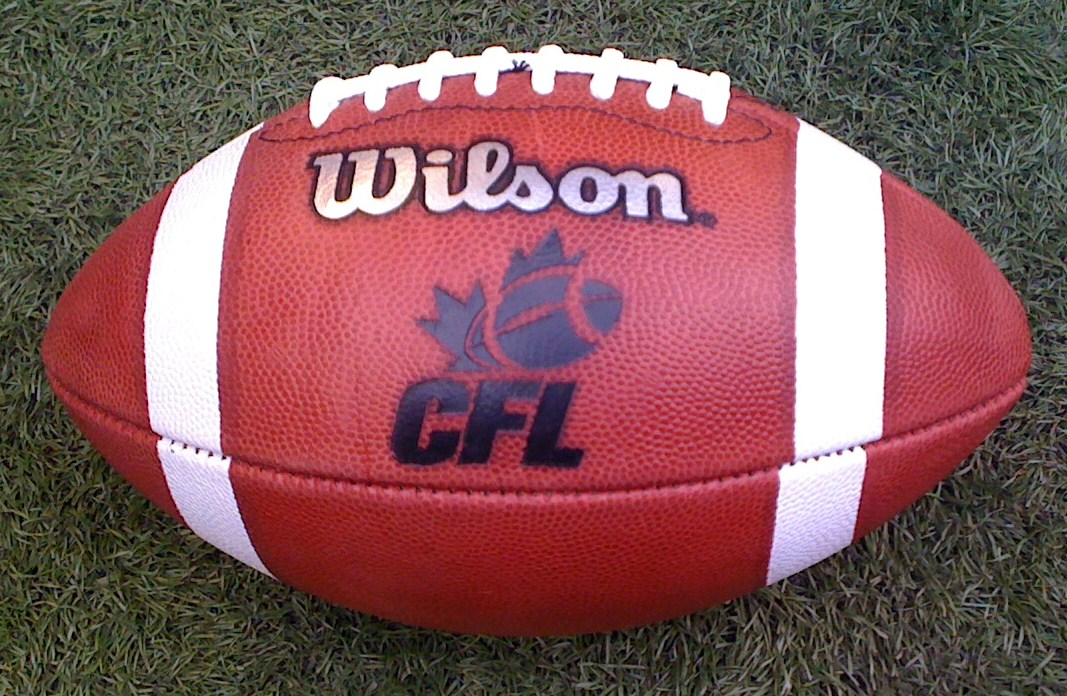
Bola de futebol americano

A bola no futebol norte-americano tem uma forma que se assemelha a um limão geométrico. No entanto, ainda que usa-se com um significado relacionado em geometria, o termo "futebol" usa-se mais comumente para referir a uma superfície de revolução cuja curvatura gaussiana é positiva e constante, formada a partir de uma curva mais complicada que um arco circular. Alternativamente, uma bola de futebol pode referir-se a uma orbivariedade mais abstrata, uma superfície modelada localmente numa esfera excepto em dois pontos.